# Halti
El Halti (en finès: Haltitunturi; en sami septentrional: Háldičohkka; en suec: Haldefjäll) és una muntanya situada a la frontera entre Noruega i Finlàndia, als Alps Escandinaus. El seu punt culminant és a 1,365 m i es troba a Noruega, a la frontera entre els municipis de Nordreisa i Gáivuotna–Kåfjord, al voltant d'1 quilòmetre al nord de la frontera amb Finlàndia. El punt més alt situat al costat finlandès és a 1,324 msnm, i es tracta del punt més alt de Finlàndia. El costat finès de Halti pertany al municipi d'Enontekiö a la província de Lapònia.

## Proposta d'un canvi a la frontera
L'any 2015 es va iniciar una campanya a Noruega amb l'objectiu de moure la frontera uns 200 metres per tal de cedir el cim d'aquesta muntanya a Finlàndia, arran del centenari de la independència d'aquest país que es commemora fins a finals del 2017 i per les bones relacions bilaterals entre ambdues nacions.
Aquesta campanya sosté que a Finlàndia no hi ha formacions geològiques amb una altitud significativament elevada, i que aquest país no té una geografia amb pics. Per tant, si es dugués a terme aquesta acció solidària s'afegiria una nova característica geogràfica a Finlàndia i aquest país passaria a posseir un nou punt més elevat. No obstant això, finalment Noruega va optar per no moure la frontera, citant la definició del país a la Constitució de Noruega com a "indivisible i inalienable".